# 新宿眼科画廊
新宿眼科画廊（しんじゅくがんかがろう）は、新宿区にある現代美術を中心にしたギャラリー及びアートスペース。
現代アート、サブカルチャー、演劇の展覧会が多く開かれる。

## 概要
かつて新橋に存在した「新橋内科画廊」のオマージュとして開設。
現代美術を中心に、写真、絵画、グラフィック、イラスト、インスタレーション、映像作品などを展示するためのジャンルを問わないアートスペース。大小合わせて4つのスペースを有し、小規模イベントや演劇、撮影スタジオとしての利用などもできる。若手・中堅作家のサロン的な意味合いも含まれ、社会とアートの融合点を模索している。
所在地は新宿ゴールデン街のすぐ近くであり、裏手には吉本興業東京本社が立地する。
『新宿眼科画廊』という名称は「目の保養になる場所」という意味である。したがって、内科のスペースを利用した由来元の「新橋内科画廊」とは違って眼科の跡地でもなく、現役の眼科でもないため診療は行っていない。

## 過去の主な作品展
- おしゅし
- 門眞妙
- 谷口菜津子
- ナマコプリ
- ナマコラブ
- 地獄のし天王
- 増田ぴろよ
- ぼく脳
- 内田ユイ
- きりさき
- 円井テトラ
- hima://KAWAGOE
- あおいうに
- 今敏（アニメーション）
- 青山裕企（写真）
- 下道基之（写真）
- 美島菊名（写真）
- 斉藤剛（写真）
- 磯部昭子（写真）
- 窪田美樹（彫刻）
- しんぞう（絵画）
- 池崎拓也（インスタレーション）
- 川島沙紀子（インスタレーション）
- 中崎透（インスタレーション）
- 朝倉いくよ（インスタレーション）
- 設楽玲子（インスタレーション）
- 光興（インスタレーション）
- qp（イラスト）
- 高橋亜弓(絵画)
- 範宙遊泳（演劇）
- ロロ（演劇）
- Iwata mayuko

他

## 参考サイト
- “新宿眼科画廊”. TOKYO ART BEAT.   Tokyo Art Beat. 2014年1月29日閲覧。
- “新宿眼科画廊”. 歌舞伎町ルネッサンス オフィシャルサイト.   歌舞伎町タウン・マネージメント. 2014年1月29日閲覧。
- “about”. 新宿眼科画廊.   新宿眼科画廊. 2014年1月29日閲覧。